# Inguiniel
Inguiniel is een gemeente in het Franse departement Morbihan (regio Bretagne). De gemeente telde 2.196 inwoners op 1 januari 2022. De plaats maakt deel uit van het arrondissement Lorient en is een van de 25 gemeenten in het gemeentelijk samenwerkingsverband Lorient Agglomération.

## Geografie
De oppervlakte van Inguiniel bedroeg op 1 januari 2022 51,4 vierkante kilometer; de bevolkingsdichtheid was toen 42,7 inwoners per km².

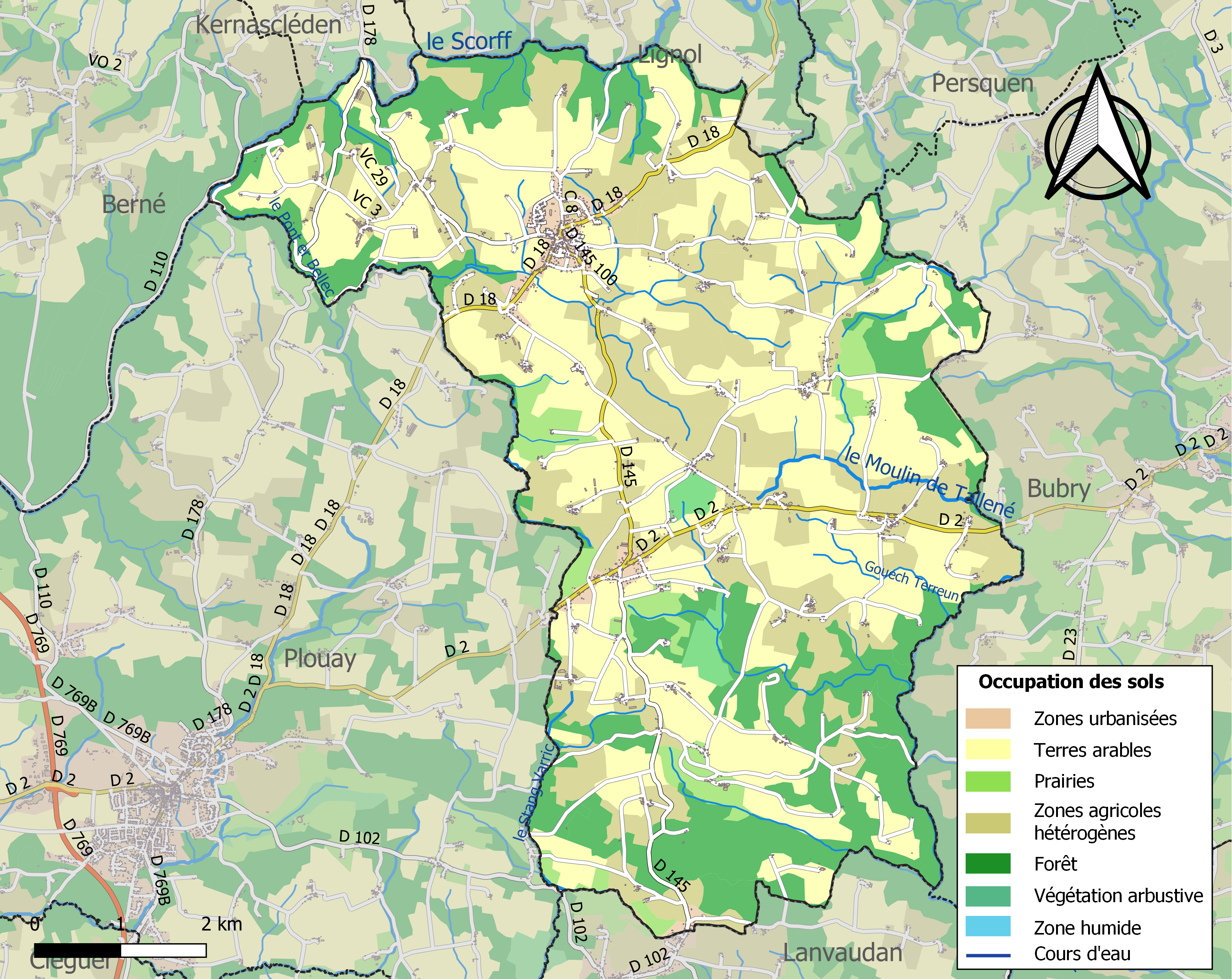
Kaart van de gemeente met de belangrijkste infrastructuur, bodemgebruik en omliggende gemeenten

## Demografie
In 2005 telde de gemeente exact 2000 inwoners.
Onderstaande figuur toont het verloop van het inwonertal (bron: INSEE-tellingen).